# Església nova de Santa Maria del Camí
L'Església nova de Santa Maria del Camí és una obra historicista d'Argençola (Anoia) inclosa a l'Inventari del Patrimoni Arquitectònic de Catalunya.

## Descripció
Edifici de planta rectangular amb absis semicircular a la capçalera i dues absidioles a manera de creuer. Té una sola nau, coberta per una volta de canó. Es d'estil neoromànic i té la particularitat d'estar orientada a l'inrevés (capçalera a ponent).